# TWiiNS
TWiiNS was een Slowaakse groep, bestaande uit de tweeling Daniela en Veronika Nízlová.

## Eurovisiesongfestival
Op 18 februari 2011 werd de tweeling gekozen om Slowakije te vertegenwoordigen op het Eurovisiesongfestival 2011 in Düsseldorf, Duitsland. TWiiNS trad aan met het nummer I'm still alive. Ze vielen al af in de halve finale; ze eindigden op plek 13. Opvallend: door de deelname van TWiiNS waren er twee tweelingen op het Eurovisiesongfestival te zien: Ierland werd vertegenwoordigd door Jedward. De twee waren in 2008 ook al op het songfestivalpodium te zien: ze waren toen de achtergrondzangeressen van de Tsjechische Tereza Kerndlová.